# Tatra B4
Tatra B4 – typ doczepnego wagonu tramwajowego produkowanego w Czechosłowacji przez zakłady ČKD od lat 60. do 80. XX wieku.

## Konstrukcja
Jest to jednokierunkowy czteroosiowy bierny (doczepny) wagon tramwajowy. Konstrukcja wywodzi się z typu Tatra T4. W miejscu kabiny motorniczego znajdują się siedzenia dla pasażerów. Doczepy B4 mogą być łączone z T4 w dwuwagonowe (T4+B4) i trójwagonowe składy(T4+T4+B4).

## Prototypy
Pierwszy tramwaj typu B4 powstał w roku 1967 z koszyckiego tramwaju Tatra T1 nr 211, który firma Tatra Smíchov (późniejsze ČKD) odkupiła z tegoż miasta. Z tego wagonu usunięto kabinę motorniczego i wyposażenie elektryczne. Następnie pod numerem 3000 testowano go na praskiej sieci kolejowej. Rok później testowany był w Dreźnie. Jeszcze w tym samym roku tramwaj powrócił do Pragi, następnie użytkowano go jako magazynek i po jakimś czasu zezłomowany.
Prototyp doczepy B4 został wyprodukowany w 1967 r. Razem z prototypem tramwaju Tatra T4 został pod koniec tego samego roku dostarczony do Drezna. Następnie (już bez T4) testowano go w Belgradzie. Następnie powrócił do producenta, który dostarczył go do Halle. Tamże eksploatowany był do 1986 r., kiedy to przekwalifikowano go na historyczny.

## Dostawy
W latach 1967–1987 wyprodukowano 874 tramwaje.
| Państwo        | Miasto         | Typ            | Lata dostaw    | Liczba | Numery taborowe |
| -------------- | -------------- | -------------- | -------------- | ------ | --------------- |
| Jugosławia     | Zagrzeb        | B4YU           | 1976–1979      | 85     | 801–885         |
| NRD            | Drezno         | B4D            | 1970–1984      | 250    | patrz niżej     |
| NRD            | Halle          | B4D            | 1969–1986      | 124    | 101–224         |
| NRD            | Lipsk          | B4D            | 1968–1987      | 273    | 501–773         |
| NRD            | Magdeburg      | B4D            | 1969–1986      | 142    | 2001–2142       |
| Łączna liczba: | Łączna liczba: | Łączna liczba: | Łączna liczba: | 874    |                 |

Uwaga (Drezno): doczepy B4D otrzymały numery 2001 – 2007, 272 101 – 272 146, 272 161 – 272 165, 272 201 – 272 237, 272 301 – 272 325, 272 401 – 272 433, 272 461 – 272 470, 272 501 – 272 529, 272 601 – 272 636, 272 801 – 272 820. Numer 272 223 nadano dwukrotnie.